# Аксельрод, Григорий Семёнович
Григо́рий (Герш) Семёнович Аксельро́д (1900, Головчин, Могилёвская губерния, Российская империя — 1972, Ленинград, СССР) — советский рабочий-изобретатель, лауреат Сталинской премии второй степени (1941).

## Биография
Родился в 1900 году в местечке Головчин Могилёвской губернии (ныне — Белоруссия). В середине 1920-х годов переехал в Ленинград, где начал работать механиком-сборщиком на заводе метеорологических приборов.
На протяжении своей трудовой деятельности проявил изобретательские способности. Наибольшую известность получил благодаря созданию автомата для изготовления цепей Галля — особого типа приводных цепей, применяемых в машиностроении. Это изобретение имело промышленное значение и позволило существенно увеличить производительность и точность изготовления цепей.
В 1941 году за эту разработку Аксельрод стал первым рабочим, удостоенным Сталинской премии второй степени.

Скончался в 1972 году в Ленинграде.

Газеты прославляли особо отличившихся рабочих‚ среди которых встречались и еврейские имена. Машинист крана металлургического завода в Ново-Липецке М. Кац. Закройщик обувной фабрики в Одессе Вайнер. Токарь Ф. Эйвина. Машинист металлургического стана М. Лернер. Наладчик станков М. Альтман. Машинист паровоза Каплан. Сварщик С. Ярхо. Фрезеровщик И. Передников из Биробиджана. Рабочий Г. Аксельрод, который изобрел автомат для изготовления «цепей Галля» и среди первых получил звание лауреата Сталинской премии.
- Сталинская премия второй степени (1941) — за изобретение автомата для изготовления цепочек Галля (стал первым рабочим, удостоенным Сталинской премии)